# Eugène Mangalaza
Eugène Régis Mangalaza (ur. 13 lipca 1950 w Ambodivoanio) – madagaskarski profesor, filozof i antropolog, premier Madagaskaru od 10 października 2009 do 18 grudnia 2009.

## Życiorys
Eugène Mangalaza urodził się w 1950. W 1970 ukończył szkołę średnią Lycée Jacques Rabemananjara w Tamatawie. W 1977 uzyskał doktorat z filozofii na Université de Bordeaux III. W 1988 zdobył doktorat z antropologii na Université de Bordeaux II.
Po ukończeniu studiów, Mangalaza podjął pracę pedagogiczną i naukową. Wykładał na wielu uczelniach w kraju i zagranicą. Został autorem licznych książek i publikacji w dziedzinie filozofii i antropologii. W latach 1980–1986 zajmował stanowisko dziekana Wydziału Nauk Humanistycznych Uniwersytetu w Toliarze. Od 1987 do 1991 był dyrektorem kadrowym w porcie w Toamasinie. W latach 1992–2002 pełnił funkcję rektora Uniwersytetu w Toamasinie. Od 1987 do 2000 był członkiem Rady Administracyjnej AUPELF (Stowarzyszenia Uniwersytetów Częściowo i Całkowicie Francuskojęzycznych), od 2001 wiceprzewodniczącym AUF (Agencji Akademickiej Frankofonii). W okresie Drugiej Republiki, w latach 1989–1991, był deputowanym do Zgromadzenia Narodowego.
Za swoją działalność na polu naukowym w 1995 został kawalerem Ordre National du Mérite de Madagaskcar (Narodowy Order Zasługi Madagaskaru), w 1999 kawalerem Ordre National du Mérite de la France (Narodowy Order Zasługi Francji), a w 2001 oficerem Ordre National Malgache (Order Narodowy Madagaskaru).
6 października 2009, w czasie rozmów negocjacyjnych pod międzynarodową egidą w Antananarywie zmierzających do zakończenia kryzysu politycznego na Madagaskarze, Eugène Mangalaza został wyznaczony przez strony konfliktu do objęcia stanowiska premiera rządu tymczasowego, sprawującego władzę do czasu przeprowadzenia w 2010 wyborów prezydenckich. Jego kandydaturę zaproponował obóz byłego prezydenta Didiera Ratsiraki. 10 października 2009 prezydent Andry Rajoelina mianował Eugène'a Mangalazę nowym szefem rządu. Strony nie zdołały porozumieć się jednak co do obsady poszczególnych stanowisk we wspólnym gabinecie. W związku z tym 18 grudnia 2009 Rajoelina podjął jednostronną decyzję i odwołał ze stanowiska premiera Mangalazę, mianując jego następcą dotychczasową wicepremier, Cécile Manorohantę.